# Pioneering Spirit
Pioneering Spirit (ранее Pieter Schelte) — судно, предназначенное для монтажа, демонтажа и перевозки морских буровых платформ, а также для прокладки подводных трубопроводов. Крупнейшее судно в мире.
Принадлежит швейцарской компании Allseas, которая выступала и заказчиком судна. Конструкторские работы выполнила финская компания Deltamarin в 2009 году. Судно построено на верфи Daewoo Mangalia Heavy Industries компании Daewoo Shipbuilding & Marine Engineering в Южной Корее. Окончательная достройка судна велась в 2015—2016 годах в сухом доке в Маасфлакте-2 в порту Роттердама в Нидерландах.
23 июня 2017 года с борта судна Президент России Владимир Путин наблюдал за процессом стыковки мелководной и глубоководной частей газопровода «Турецкий поток»[значимость факта?].
С декабря 2018 года по декабрь 2019 года участвовало в строительстве «Северного потока — 2».

## Технические характеристики
- Длина судна (включая наклонные подъёмные балки и стингер) — 477 м
- Длина судна (исключая наклонные подъёмные балки и стингер) — 382 м
- Ширина — 124 м
- Высота — 30 м
- Максимальная скорость — 14 узлов
- Максимальное водоизмещение — 1 000 000 т (при максимальной осадке)
- Валовая вместимость 443 042 т
- Грузоподъемность:

- при монтаже надстройки платформы — 48 000 т,
- буровой установки — 25 000 т (при монтаже платформы надстройка и буровая вышка устанавливаются на платформу целиком).

- Диаметр трубы — от 2 до 68 дюймов
- Стоимость — 3 млрд долларов[4].

## Скандал с предыдущим названием судна

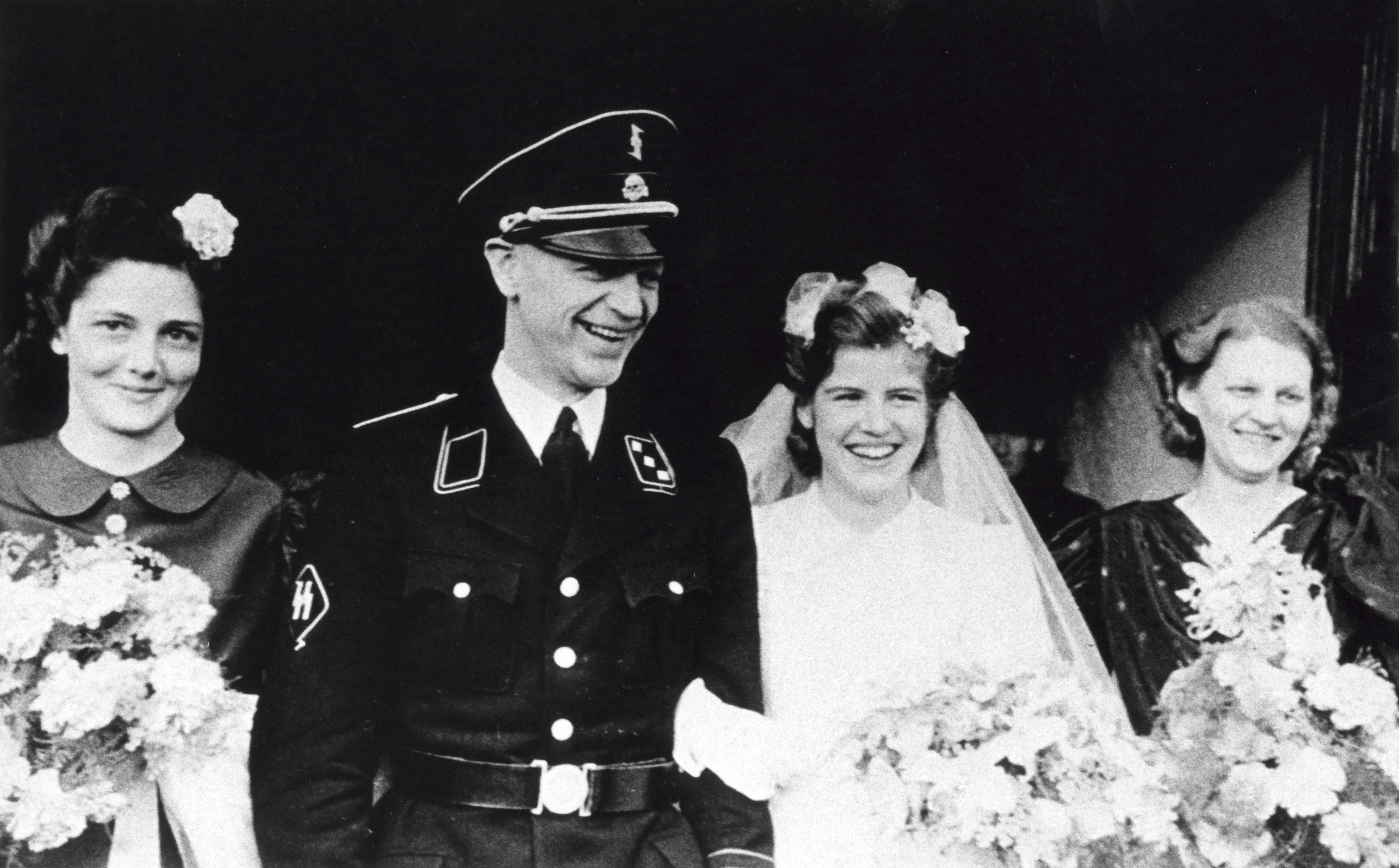
Питер Хеерема в 1942 году

Эдвард Хеерема, владелец судна, решил назвать его в честь своего отца, Питера Шельте Хеерема. Название Pieter Schelte вызвало возмущение среди общественности, в частности среди английских и голландских евреев. Дело в том, что Питер Хеерма состоял в Waffen-SS, был признан военным преступником, и осуждён на 3 года заключения. В 1941 и 1942 годах он воевал в Югославии и на Восточном фронте в составе 5-й танковой дивизии СС «Викинг». Вице-президент представительства британских евреев, Джонатан Аркуш, сказал изданию «Обсервер»: «Наименование такого судна в честь офицера СС, осужденного за военные преступления, — оскорбление памяти миллионов людей, умерших от рук нацистов». В связи с этим название судна было изменено на нынешнее.